# Каццано-ди-Траминья
Каццано-ди-Траминья (итал. Cazzano di Tramigna) — коммуна в Италии, располагается в провинции Верона области Венеция.
Население составляет 1465 человек (2008 г.), плотность населения составляет 120 чел./км². Занимает площадь 12 км². Почтовый индекс — 37030. Телефонный код — 045.
Покровителем коммуны почитается святой Георгий, празднование 23 апреля.

## Демография
Динамика населения:

## Администрация коммуны
- Официальный сайт: